# Max Webster
I Max Webster sono stati un gruppo musicale rock progressivo canadese, costituitosi nel 1973 a Toronto, per iniziativa del cantante Kim Mitchell. Il nome venne ispirato da una canzone di Daryl Stuermer, chiamata Song for Webster, dove lo stesso Mitchell suonava la chitarra. La canzone era ispirata al sassofonista Ben Webster.
Noti per lo più come gruppo spalla,  hanno aperto per band quali Bachman-Turner Overdrive, Foreigner, Jethro Tull, Starcastle, Caravan, The Guess Who, Sweet, Kansas, Blue Oyster Cult, Legs Diamond, Rainbow, Rare Earth, REO Speedwagon, Rush, Strawbs e Styx.

## Storia
Dopo un primo periodo caratterizzato da esibizioni nei piccoli locali, nel 1975 firmarono un contratto con la SRO Management, prodotto da Terry Brown.
Mitchell e il paroliere Pye Dubois hanno scritto la maggior parte del materiale. Watkinson scrisse da una a tre canzoni per album, e, negli ultimi tre album, anche McCracken e Myles contribuirono come compositori.
Il loro terzo album, Mutiny Up My Sleeve (1978), fu prodotto dalla band stessa, e da Terry Brown e dal loro ormai ex-bassista Mike Tilka (che ora lavorava nell'ufficio Anthem/SRO e fu chiamato per finire l'album dopo che Brown lasciò l'etichetta.
La formazione Mitchell/Watkinson/McCracken/Myles sarebbe durata fino al loro quarto album, A Million Vacations, e un successivo album dal vivo, Live Magnetic Air, entrambi pubblicati nel 1979 (Brown si riunì con la band per quest'ultimo).
ll primo grande successo del gruppo fu "Let Go the Line", scritto e cantato da Terry Watkinson, che raggiunse la posizione numero 41 nelle classifiche canadesi. Il singolo successivo "A Million Vacations" fu scritto da McCracken/Dubois, cantato da McCracken, e raggiunse la posizione numero 80 in Canada. Il terzo e ultimo singolo dell'album, "Paradise Skies" fu una composizione di Mitchell / Dubois cantata da Mitchell, e fu un successo sia in Canada (numero 21) che nella UK Singles Chart.
Con l'arrivo di alcuni riconoscimenti internazionali, i Max Webster fecero un tour Europeo come supporto ai Rush nel 1979 e suonò date di successo al famoso Marquee Club di Londra. Tuttavia, lo slancio della loro carriera fu bloccato quando l'etichetta americana della band, la Capitol Records, rifiutò di finanziare un successivo tour europeo da headliner.
Prima della registrazione del quinto e ultimo album in studio della band, Universal Juveniles (1980), Watkinson uscì, lasciando Max Webster un trio di Mitchell, McCracken e Myles. Universal Juveniles è stato registrato con la collaborazione di David Stone dei Rainbow. La canzone "Battle Scar" è stata registrata dal vivo con tutti e tre i membri dei Rush che suonavano insieme a Max Webster.
Myles lasciò la band subito dopo la registrazione dell'album, e Mitchell assemblò una nuova formazione con Mike Gingrich al basso, Greg Chadd alle tastiere e Steve McMurray alla seconda chitarra. Nel 1981 la band si sciolse, a causa della mancanza di supporto dell'etichetta.

## Accoglienza
La band ha ricevuto solitamente delle recensioni positive da parte della critica; lo storico musicale Martin Popoff li ha spesso citati come sua band preferita.

## Formazione

### Storica
- Kim Mitchell - voce, chitarra (1973-1981; 1995-1997)
- Terry Watkinson - tastiera (1973-1981; 1995-1997)
- Mike Tilka - basso (1973-1977)
- Gary McCracken - batteria (1977-1981; 1995-1997)

### Altri ex componenti
- Billy Sheehan - basso (1977)
- David Stone - tastiera (1980)

## Discografia

### Album in studio
- 1976 - Max Webster
- 1977 - High Class in Borrowed Shoes
- 1978 - Mutiny Up My Sleep
- 1979 - A Million vacation
- 1980 - Universal Juveniles
- 1981 - Diamonds Diamonds